# ロマンティックじゃない? (曲)
「ロマンティックじゃない?」「イズント・イット・ロマンティック?」（英語: Isn't It Romantic?）は、ロジャース&ハート（リチャード・ロジャース作曲、ロレンツ・ハート作詞）のジャズ・スタンダード。
1932年に公開されたアメリカ合衆国のミュージカル映画『今晩愛して頂戴ナ』のために制作された楽曲であり、ロジャース&ハートの代表曲の1つに挙げられる。劇中ではモーリス・シュヴァリエとジャネット・マクドナルドが歌唱した。

## 代表的なカバー
男声、女声それぞれでカバーが作られているが、インストゥルメンタルでのレコーディングのほうが多い。
- アート・テイタム『ジ・アート・テイタム・トリオ』（1957年） - スピーディーかつ正確で歌心にもあふれたピアノ演奏[1]。
- カーメン・マクレエ『ブック・オブ・バラーズ（英語版）』(1959年) - ピアノ・トリオとストリングスの演奏で歌われる。マクレエ定番の豪快なスキャットはないが、切々な歌唱がしみいる[1]。
- ビル・エヴァンス『ビル・エヴァンス・トリオ・アット・シェリーズ・マン・ホール（英語版）』（1963年） - トリオとしては結成してから日が浅いライヴ盤であるが、リラックスした雰囲気がある[1]。
- ジョー・パス『枯葉』(1991年） - 『ヴァーチュオーゾ』などにみられる超絶技巧の早弾きではなく、染み入るような丁寧な演奏[1]。